# Eniola Aluko
Eniola Aluko (Lagos, 21 de fevereiro de 1987) é uma futebolista naturalizada inglesa que atua como atacante. Atualmente, joga pela Juventus F.C.

## Carreira
Aluko integrou o elenco da Seleção Britânica de Futebol Feminino, nas Olimpíadas de 2012. 